# Guerra birmano-siamesa (1759–1760)
A Guerra birmano-siamesa (1759-1760) (birmanês:  ယိုးဒယား-မြန်မာစစ် (၁၇၅၉–၁၇၆၀); em tailandês:  สงครามพม่า-สยาม (พ.ศ. 2302–2303)) foi o primeiro conflito militar entre a dinastia Konbaung da Birmânia (Mianmar) e a dinastia Ban Phlu Luang do Sião (Tailândia). Ela reacendeu a guerra secular entre os dois Estados que iria continuar por mais um século. Os birmaneses estavam "à beira da vitória" quando de repente, retiraram o cerco a Aiutaia, em razão de seu rei Alaungpaya ter ficado gravemente enfermo. Ele morreu três semanas depois, pondo fim ao conflito.
Os casus belli foram as disputas sobre o controle da região litorânea de Tenasserim e de seu comércio, e o apoio siamês concedido aos rebeldes da etnia mon, do derrotado Reino Restaurado de Hanthawaddy. A recém-fundada dinastia Konbaung queria restabelecer a autoridade birmanesa na parte superior do litoral de Tenasserim (atual estado Mon) onde os siameses tinham dado apoio aos rebeldes mons e implantado suas tropas. Os siameses tinham recusado as exigências da Birmânia de entregar-lhes os líderes rebeldes mons ou de parar com suas invasões no que os birmaneses consideravam ser seu território.
A guerra teve início em dezembro de 1759, quando 40 mil soldados birmaneses liderados por Alaungpaya e seu filho Hsinbyushin invadiram a costa de Tenasserim a partir de Martaban (Mottama). Seu plano de batalha era a de contornar as posições siamesas fortemente defendidas ao longo das rotas de invasão mais curtas, e mais diretas. A força de invasão invadiu as defesas siamesas relativamente mais vulneráveis no litoral, cruzaram os montes Tenasserim em direção ao litoral do golfo do Sião, e viraram para o norte em direção a Aiutaia. Pegos de surpresa, os siameses apressaram-se em deter as forças birmanesas ao sul de seu território, e instalaram corajosas defesas na rota para Aiutaia. Mas, as forças invasoras birmanesas eram numericamente superiores as das defesas siamesas e chegaram até os arredores da capital siamesa em 11 de abril de 1760. Porém, após cinco dias de iniciado o cerco à capital, o rei da Birmânia, repentinamente ficou doente e o comando birmanês decidiu retirar-se do campo de batalha. Um efetivo da operação retaguarda comandado pelo general Minkhaung Nawrahta garantiu uma retirada ordenada.
A guerra foi inconclusiva. Enquanto os birmaneses recuperaram o controle sobre a costa superior de Tenasserim até Tavoy (Dawei), eles não eliminaram a ameaça ao seu domínio sobre as regiões periféricas, que se mantiveram tênue. Foram forçados a lidar com o apoiado siamês às rebeliões étnicas na costa (1762, 1764), bem como em Lanna (1761-1763). Os birmaneses lançariam sua próxima invasão em 1765, e derrubariam os quatro séculos de existência do Reino de Aiutaia em 1767.

## Acontecimentos anteriores

### O litoral de Tenasserim até 1740
O controle do litoral de Tenasserim (atual estado Mon e a região de Tanintharyi em Myanmar) no início do século XVIII estava dividido entre a Birmânia e o Sião, com o controle birmanês indo até Tavoy (Dawei) e os siameses controlando o restante do território. Ao longo da história, ambos os reinos haviam afirmado a posse de toda a costa - (os siameses até Martaban, e os birmaneses até Junkceylon), e o controle tinha mudado de mãos várias vezes. O Reino de Pagã birmanesa controlou toda a costa até 1287. Ao longo dos séculos XIV e XVI, os reinos siameses (primeiro Sucotai, mais tarde Aiutaia) controlaram grande parte da costa, até ao sul do atual Moulmein. Em meados do século XVI, os birmaneses durante os reinados dos reis da dinastia Taungû, Tabinshwehti e Bayinnaung tentaram retomar a costa, inicialmente fracassando em 1548 e, finalmente, com êxito em 1564, quando conquistaram todo o Sião pela primeira vez. Os siameses se revoltaram em 1584, e sob a liderança de seu rei Naresuan recuperaram a costa inferior em 1593 e toda a costa em 1594. Os birmaneses retomaram o litoral superior até Tavoy em 1615, mas não conseguiram recuperar o restante.
Esta situação durou até 1740 (embora os siameses tentassem sem sucesso tomar a costa superior em 1662-1665). Durante este período, Mergui (Myeik) no mar de Andamão era o porto principal do Sião através do qual o seu comércio com a Índia e o Ocidente era operado.

### Guerra civil birmanesa (1740–1757)

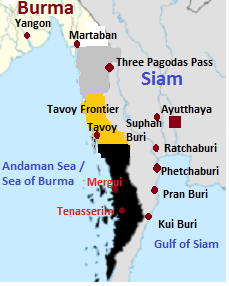
A costa de Tenasserim antes da guerra mostrada em três cores; a fronteira Tavoy (em amarelo) era contestada.

Em 1740, os mons da Baixa Birmânia se revoltaram contra a dinastia Taungû e fundaram o Reino Restaurado de Hanthawaddy, com base em Pegu (Bago). Ao longo da década de 1740, as forças de Hanthawaddy saíram vitoriosas contra os exércitos de Taungû baseados na Alta Birmânia. Os siameses estavam preocupados com outro crescente poder na Birmânia, uma vez que uma Birmânia forte historicamente significava futuras invasões do Sião. (Afinal de contas, tinha sido a dinastia Taungû com sede em Pegu, no século XVI, que se virou contra o Sião, depois de ter conquistado primeiramente a Alta Birmânia.) Preocupados, a corte siamesa prontamente deu proteção aos governadores birmaneses de Martaban (Mottama) e de Tavoy que fugiram para o Sião. Em 1745, eles enviaram uma missão diplomática para Ava (Inwa) para avaliar a situação política por lá, e foram recebidos pelo rei da Birmânia Mahadhammaraza Dipadi. Eles viram uma corte em Ava que estava em pleno declínio. Em 1751, as forças do Reino Restaurado de Hanthawaddy estavam se aproximando de Ava. As preocupações siamesas sobre o surgimento de outra dinastia forte baseada em Pegu parecia iminente.
Talvez, por medida de precaução, os siameses decidiram transferir a sua base avançada para a costa superior de Tenasserim em 1751. (Ou poderia ter sido uma oportunista apropriação do território, enquanto os exércitos do Reino Restaurado de Hanthawaddy estavam muito envolvidos nos conflitos na Alta Birmânia.) Apesar de ainda não estar claro se a intenção siamesa (ou se possuía a capacidade militar) para ir além da costa até o interior da Baixa Birmânia, a ação siamesa, no entanto, causou aflição em Pegu. Extremamente preocupados, a liderança Hanthawaddy chamou de volta dois terços de seu exército para reforçar a Baixa Birmânia imediatamente depois de terem deposto o último rei Taungû em abril de 1752.
Esta redistribuição de tropas Hanthawaddy provou ser um ponto crítico de mudança na história da Birmânia, uma vez que possibilitou o fortalecimento de grupos de resistência birmanesa na Alta Birmânia. O comando Hanthawaddy deixou menos de 10 000 homens para pacificar toda a Alta Birmânia. (Os historiadores chamam a redistribuição de prematura, apontando que a ameaça siamesa nunca foi tão grave como qualquer força de oposição que pudesse surgir na Alta Birmânia, a casa tradicional do poder político na Birmânia.) Aproveitando-se da pequena quantidade de tropas Hanthawaddy, um grupo de resistência, a dinastia Konbaung liderada por Alaungpaya, expulsou as tropas Hanthawaddy da Alta Birmânia em maio de 1754. Os exércitos Konbaung invadiram a Baixa Birmânia em 1755, e capturaram Pegu, em 1757, terminando com o reinado mon de dezessete anos.

### A política siamesa muda e apoia a resistência mon
Para os siameses, a situação que eles tanto temiam, o surgimento de um forte poder na Birmânia, tinha se tornado realidade, embora fosse na Alta Birmânia através da dinastia Konbaung, e não no Restaurado Hanthawaddy com que eles originalmente se preocuparam. (Ironicamente, os siameses foram parcialmente responsáveis pelo sucesso inicial da dinastia Konbaung através da ocupação da costa superior de Tenasserim ajudaram a desviar o corpo principal das tropas de Hanthawaddy para o sul.) Em uma mudança política, eles agora apoiavam ativamente os grupos de resistência mon ainda que operando na costa superior de Tenasserim onde o controle birmanês era ainda nominal.
Após o saque de Pegu em 1757 efetuado pelas tropas Konbaung, os governadores de Martaban e Tavoy enviaram a Alaungpaya homenagens a fim de evitar que suas cidades tivessem o mesmo destino de Pegu. (O governador de Tavoy acabaria por pagar o dobro dos tributos, e seria executado posteriormente.) Enquanto agora os birmaneses reivindicassem a costa superior de Tenasserim até Tavoy, seu domínio na Baixa Birmânia ainda era tênue e especialmente na costa mais ao sul de Tenasserim costa era em grande parte nominal. De fato, quando os exércitos Konbaung retornaram para o norte em 1758, a fim de realizar suas expedições em Manipur e no norte dos Estados Shan, os mons na Baixa Birmânia deram início a uma rebelião.
A rebelião foi inicialmente bem sucedida, expulsando o governador birmanês de Pegu. Ela foi posteriormente sufocada pelas guarnições Konbaung locais. Os líderes da resistência mon e seus seguidores fugiram para a costa de Tenasserim controlada pelos siameses e permaneceram em atividade por lá. A fronteira tornou-se cenário de contínuos ataques e contra-ataques.

### Casus belli
Alaungpaya estava preocupado com o fluxo contínuo de rebeldes mon nos territórios controlados pelos siameses, acreditando que os mons estariam sempre conspirando para rebelar-se com a intenção de recuperar a Baixa Birmânia. (Sua preocupação provou ser justificada. O mons provocaram diversas rebeliões em 1758, 1762, 1774, 1783, 1792, e 1824-1826. Cada rebelião fracassada era seguida por mais fugas de mons para o Sião.) Alaungpaya exigiu que os siameses deixassem de dar apoio aos rebeldes mon, entregassem seus líderes, e parassem de incursionar na costa superior de Tenasserim, que ele considerava um território birmanês. O rei siamês Ekkathat recusou a atender as exigências birmanesas, e se preparou para a guerra.
Embora os historiadores em geral concordem que o apoio siamês aos rebeldes mon e suas incursões transfronteiriças foram algumas das causas da guerra, eles não concordam com (outros) motivos ocultos. Alguns historiadores de história birmanesa da era colonial britânica (Arthur Phayre, GE Harvey) buscaram minimizar as razões acima referidas como "pretextos", e sugeriram que a causa principal da guerra era o desejo de Alaungpaya de restaurar o império de Bayinnaung, (que incluía o Sião). David Wyatt, um historiador de história tailandesa, reconhece que Alaungpaya poderia ter temido que "Aiutaia apoiasse o renascimento do Reino de Pegu", mas acrescenta que Alaungpaya, "aparentemente um rapaz do interior um tanto bruto, com pouca experiência na arte de governar estava simplesmente continuando a fazer o que ele cedo demonstrou o que poderia fazer de melhor: conduzir os exércitos para uma guerra".
Mas o historiador birmanês Htin Aung firmemente relata que suas análises subestimam muito a genuína preocupação de Alaungpaya com seu governo ainda incipiente e instável na Baixa Birmânia, e que Alaungpaya nunca invadiu o Arracão, uma vez que os arracaneses não lhe demonstraram qualquer hostilidade, apesar de Sandoway (Thandwe) ao sul de Arracão ter-lhe pago tributos em 1755. Thant Myint-U também aponta a política siamesa de longa data de manter "uma proteção contra os seus velhos inimigos birmaneses" que se estendeu até a era moderna, onde as famílias dos líderes rebeldes birmaneses são autorizadas a viver na Tailândia, e os exércitos insurgentes são livres para comprar armas, munição e outros suprimentos.
Posteriormente os historiadores ocidentais forneceram uma visão um pouco mais equilibrada. DGE Hall escreve que a "invasão crônica" pelos siameses e rebeldes mon "só teria fornecido um adequado casus belli", embora ele acrescente "para um monarca incapaz de conviver com uma existência pacífica". Steinberg, et al, concordam que o casus belli surgiu de uma rebelião local em Tavoy na qual se supõe que os siameses estivessem envolvidos. Mais recentemente, Helen James afirma que Alaungpaya provavelmente queria dominar o comércio trans-península do Sião, enquanto garantisse que a sua "motivação subsidiária" fosse a de parar com os ataques siameses e apoio siamês dado aos mons.

## Prelúdio para a guerra

### O plano de batalha siamês
Em 1758, por ocasião da morte do rei Boromakot, Aiutaia era a cidade mais rica na área continental do sudeste asiático. Depois de uma breve luta pela sucessão, um dos filhos de Boromakot, Ekkathat emergiu como rei após o outro filho, Uthumphon, desistir do trono para se tornar um monge. Como rei, Ekkathat enfrentou a evolução da situação no oeste, deixada para trás por seu pai. Ele se recusou a atender as exigências de Alaungpaya, e se preparou para a guerra.
O plano siamês para a batalha era defensivo. Ekkathat melhorou as defesas de Aiutaia e posicionou tropas ao longo das rotas de invasões anteriormente utilizadas pelos birmaneses. As principais forças siamesas estavam concentradas à oeste de Aiutaia. (As invasões birmanesas anteriores foram sempre através do passo dos Três Pagodes no oeste, e às vezes também por Chiang Mai no norte.) As defesas de Aiutaia ordenadas por Ekkathat incluíam um pequeno número de navios de guerra tripulados por holandeses, bem como vários canhões instalados em barcos de tripulados por estrangeiros ("franceses e maometanos"). Para proteger a costa e os flancos do Golfo do Sião, ele enviou dois exércitos menores, totalizando 20 regimentos (27.000 homens, 1.300 de cavalaria e 500 elefantes). Do total, apenas 7000 homens e 300 de cavalaria foram mobilizados na costa de Tenasserim.
Ekkathat pediu ao seu antigo rival e irmão, Uthumphon,  para deixar o mosteiro, e fez dele o comandante-em-chefe.

### O plano de batalha birmanês
Os birmaneses também começaram a montar a sua força de invasão, dando início durante suas celebrações de ano novo em abril de 1759, reunindo as tropas de toda a Alta Birmânia, inclusive dos recém-conquistados Estados Shan e Manipur, no norte. No final de 1759, Alaungpaya tinha reunido uma força de 40 regimentos (40000 homens, incluindo 3000 de cavalaria) em Yangon. Dos 3000 de cavalaria, 2000 eram Cavalo Cassay manipuris, que tinham acabado de ser recrutados à força para servirem a Alaungpaya, após a conquista de Manipur pela Birmânia em 1758.
O plano birmanês de batalha era o de contornar as posições siamesas fortemente defendidas ao longo do corredor Passo dos Três Pagodes-Aiutaia. Eles selecionaram uma rota mais longa, porém menos defendida: ir até o sul de Tenasserim, atravessar as montanhas Tenasserim ao longo do Golfo do Sião, e virar em direção ao norte até Aiutaia. Para esse fim, os birmaneses reuniram uma frota de 300 navios para transportar uma parte de suas tropas diretamente até a costa de Tenasserim.
Alaungpaya comandaria a invasão pessoalmente, e seu segundo filho Hsinbyushin seria seu segundo em comando. Seu primeiro filho Naungdawgyi seria deixado para administrar o país. (Dois de seus outros filhos: Bodawpaya com 14 anos de idade, e Amyint Mintha de 16 comandariam cada um pequeno batalhão.) Também a seu serviço estavam os seus principais generais, incluindo Minkhaung Nawrahta que assim como todos os líderes birmaneses tinha muita experiência militar. Alguns da corte pediram-lhe para ficar para trás e deixasse que Hsinbyushin comandasse a operação, mas o rei se recusou.

## Guerra

### Primeiros confrontos da guerra
De acordo com as crônicas birmanesas, os primeiros combates da guerra ocorreram no final da temporada de monções na fronteira Tavoy. Em 20 de setembro de 1759 Alaungpaya foi informado dos ataques siameses aos navios de transporte birmaneses em torno de Tavoy e das contínuas intrusões siamesas na fronteira Tavoy.

### Batalha da costa de Tenasserim

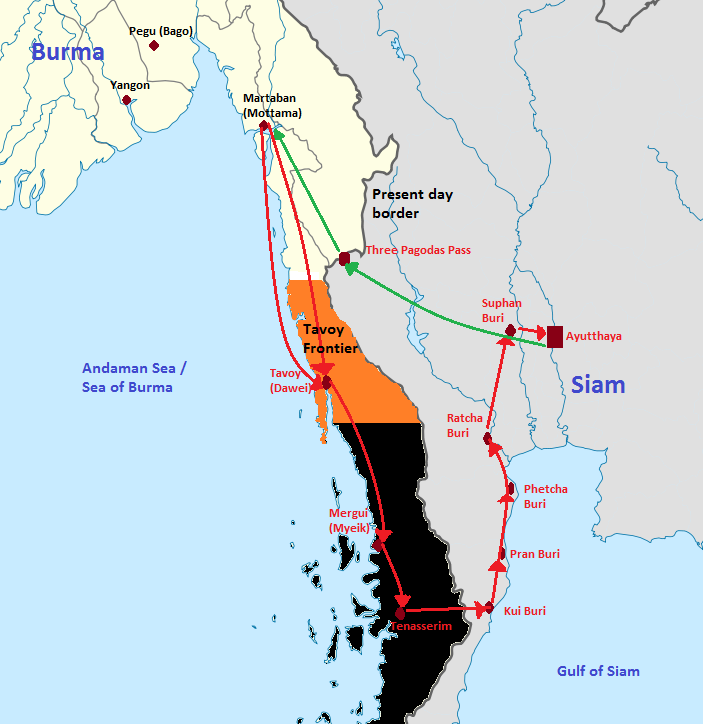

Em 21 de dezembro de 1759 Alaungpaya e seu exército de invasão deixaram Yangon e seguiram para Martaban na fronteira. Em Martaban, em vez de tomar a rota usual através do passo dos Três Pagodes, os birmaneses invadiram o sul, com Hsinbyushin comandando a vanguarda de seis regimentos (5000 homens, 500 cavalos) até Tavoy. Tavoy foi facilmente ocupada, e seu infeliz governador, que estava dividido entre duas potências maiores e pagando duplo tributo, foi executado. O exército birmanês esperou por três dias até que o restante do exército chegasse por terra e por mar. O exército, então, deslocou-se para o sul em direção a Mergui, e facilmente derrotou um número bem menor de forças siamesas de 7000 homens e 300 de cavalaria. Em menos de duas semanas da guerra, os birmaneses haviam capturado Mergui e a cidade de Tenasserim, e controlavam toda a costa de Tennaserim.

### Batalha do Golfo do Sião
Sabendo que os principais exércitos siameses estariam se movendo para o sul para reforçar seus exércitos, Alaungpaya não parou. As tropas birmanesas deslocaram-se rapidamente para o leste, atravessaram as montanhas Tenasserim, e atingiram a atual província de Prachuap Khiri Khan na costa do golfo do Sião. O flanco sul era defendido por um exército siamês de 20.000, 1.000 de cavalaria e 200 elefantes, além do exército siamês de 7000 homens que se retirou de Tenasserim. Da mesma forma, por causa da mínima resistência siamesa no litoral, o exército birmanês de 40.000 homens ainda estava praticamente intacto, embora o exército invasor estivesse encurralado na estreita faixa de litoral do golfo.
As defesas siamesas encontraram-se com a força invasora antes de Kui Buri, mas foram forçadas a recuar. Os birmaneses também capturaram Pran Buri. Mas seu avanço até Aiutaia foi muito retardado devido à resistência siamesa cada vez mais dura. Os siameses reforçaram a frente sul por terra e por mar, num total de 60.000 homens com 4.000 armas. As armas na força terrestre foram instaladas em carruagens e elefantes, enquanto as da força naval foram colocadas em barcos de guerra. Nos próximos dois meses (fevereiro e março de 1760), o exército birmanês superou várias forças siamesas, e tomou Phetchaburi (Phetburi) e Ratchaburi (Ratburi).

### Batalha de Suphanburi
Ao capturar Ratchaburi, os birmaneses superaram o estreito istmo, e alcançaram a região continental do Sião. Era final de março de 1760. À medida que o exército invasor se aproximava de Aiutaia, as forças siamesas, que já sofreram pesadas perdas em homens, armas e munições, reforçaram as defesas em Suphanburi, imediatamente a oeste da capital. As defesas consistiam em mais de 33.000 homens (incluindo 3000 de cavalaria), e sua missão era a de impedir que os birmaneses atravessassem o rio que separa Aiutaia de Suphanburi. Os birmaneses lançaram um ataque em três frentes (liderados por Hsinbyushin no centro e ladeado pelos generais Minkhaung Nawrahta e Minhla Thiri) sobre as posições fortificadas siamesas. Os birmaneses sofreram pesadas perdas, mas saíram vitoriosos, fazendo prisioneiros cinco altos comandantes siameses e seus elefantes de guerra.

### Cerco de Aiutaia

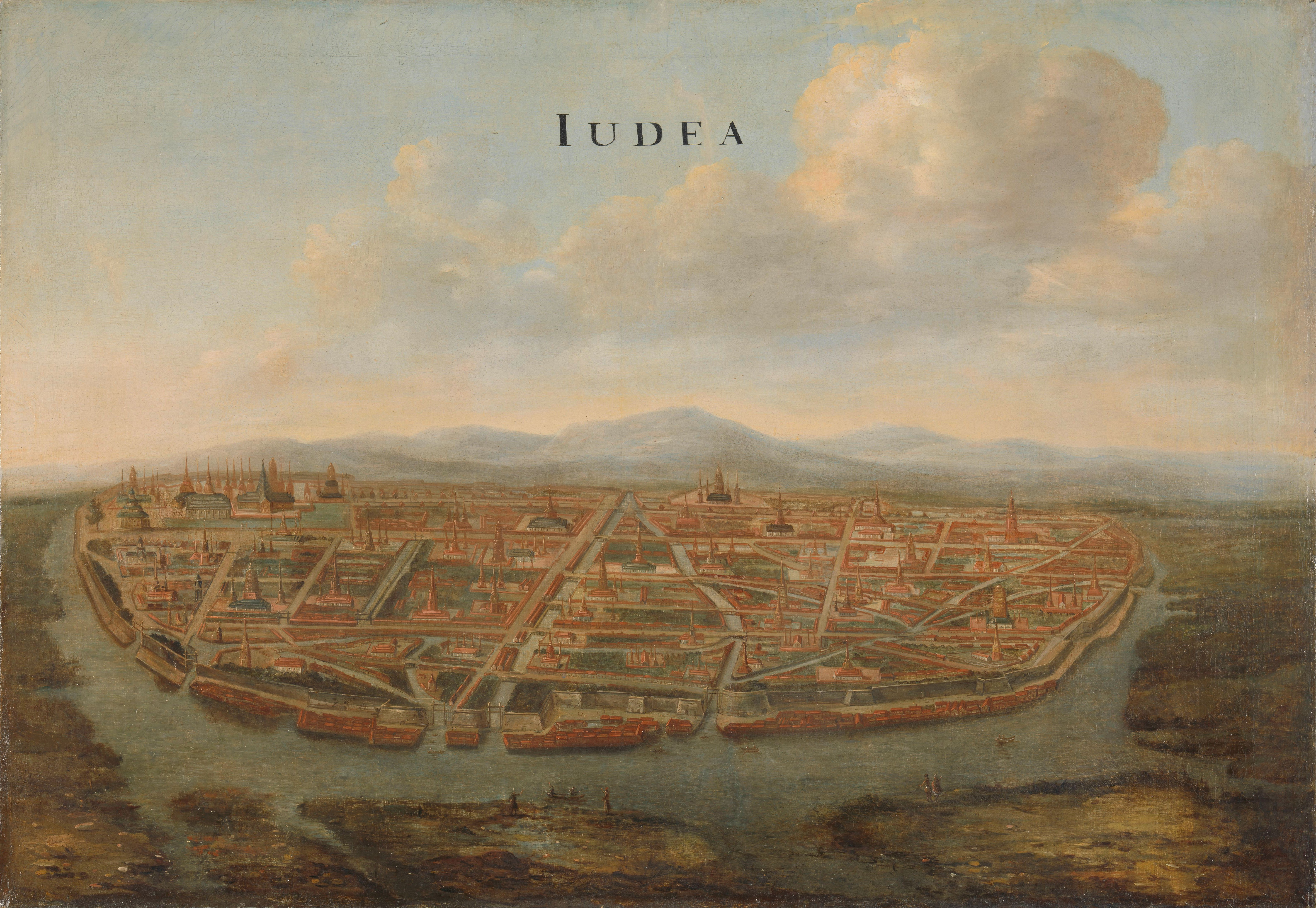
A cidade de Aiutaia por volta de 1665.

Apesar das pesadas perdas em Suphanburi, o exército birmanês continuou sua marchar em direção a Aiutaia. Eles não podiam descansar porque o período das monções estava a pouco mais de um mês para iniciar. Como Aiutaia era cercada por vários rios, estabelecer um cerco na estação chuvosa seria uma tarefa difícil. Todo o país estaria sob vários metros de água. Metade da força restante birmanesa tinha adquirido disenteria e o próprio Alaungpaya não estava se sentindo bem.
No entanto, os birmaneses chegaram aos arredores de Aiutaia em 11 de abril de 1760. Os siameses enviaram um exército de 15.000 homens para enfrentar os invasores. Mas a força, que provavelmente era composta de recrutas despreparados, foi prontamente derrotada pelo aguerrido exército birmanês, embora sem contar com sua força total. Para evitar um demorado cerco, o rei birmanês mandou enviados à cidade, apelando ao rei siamês que se rendesse, prometendo que não iria ser destronado. Ekkathat mandou seus próprios enviados para negociar, mas considerou os termos de Alaungpaya inaceitáveis, e as negociações fracassaram completamente. A partir de 14 de abril, durante as celebrações birmano-siamesas de ano novo, os birmaneses começaram a bombardear a cidade durante três dias consecutivos.
Mas a saúde do rei da Birmânia se deteriorou rapidamente. Ele estava sofria de disenteria ou escrófula. (De acordo com as fontes siamesas, ele foi ferido pela explosão de uma bala de canhão de uma bateria cuja instalação foi pessoalmente supervisionar, mas as fontes birmanesas definitivamente afirmam que ele ficou doente com disenteria. Não havia razão para as crônicas birmanesas esconderem a verdade uma vez que é mais glorioso para um rei birmanês morrer de ferimentos recebidos no campo de batalha do que morrer de uma doença comum. Além disso, se ele tivesse sido ferido diante de todo o seu exército, todos ficariam sabendo e criaria uma grande confusão.)

### Retaguarda
O comando da Birmânia manteve a doença grave de Alaungpaya um segredo e ordenou uma retirada geral, dando a desculpa de que o rei estava indisposto. O rei selecionou o amigo de sua infância, Minkhaung Nawrahta, para comandar a retaguarda. Ela era composta de 500 homens da cavalaria e 6000 de infantaria, todos quem tinham um mosquete. Minkhaung Nawrahta espalhou-os e aguardou. Demorou dois dias para os siameses perceberem que o principal exército birmanês havia deixado o local. O total da força siamesa então saíram de dentro da cidade. As forças birmanesas retiraram-se em boa ordem, recolhendo retardatários do exército ao longo do caminho.

### Morte de Alaungpaya e fim da guerra
Alaungpaya morreu em 11 de maio de 1760 perto de Martaban, depois de ser levado pela guarda avançada. Com sua morte, a guerra terminou.

## Consequências
Após a morte de Alaungpaya, o novo rei birmanês Naungdawgyi esteve envolvido em várias rebeliões, incluindo a do general Minkhaung Nawrahta, e não pode dar continuidade à guerra.
A guerra foi inconclusiva. Para todo o efeito, os birmaneses alcançaram um pouco de seus objetivos originais. O Sião permaneceu sendo um obstáculo para a estabilidade das regiões periféricas da Birmânia. Nos anos seguintes, o Sião continuou a prestar apoio aos rebeldes mon no sul, que resultou em uma grande rebelião em 1762, bem como os levantes em Lanna, no norte (1761-1763). A única conquista territorial duradoura da Birmânia foi conseguida na costa superior de Tenasserim, que anteriormente tratava-se apenas de uma reivindicação nominal. (Os siameses retomaram a costa inferior até Mergui em 1761.) Embora as tropas siamesas já não se intrometessem abertamente na fronteira, os rebeldes mon continuaram a operar com base no território siamês. Em 1764, o governador mon de Tavoy, que foi nomeado governador por Alaungpaya apenas quatro anos antes, rebelou-se até ser destituído do cargo em novembro de 1764. Da mesma forma, as instabilidades em Lanna foram retomadas logo após o exército birmanês deixar a região em fevereiro de 1764, forçando o exército a retornar no final do ano a fim de restabelecer seu domínio. A natureza inconclusiva da guerra levaria a um novo confronto em 1765.

## Análise
O sucesso birmanês em avançar até Aiutaia é geralmente atribuído à sua estratégia de contornar as defesas estabelecidas siamesas ao longo das rotas tradicionais de invasão. Mas não está claro se foi a principal razão para seu sucesso. Enquanto os birmaneses tomaram a decisão acertada de primeiro atacar a costa pouco defendida de Tenasserim (apenas 7000 soldados), assim que cruzaram para o lado do golfo do Sião, enfrentaram cada vez mais  a dura resistência siamesa. Embora os siameses foram inicialmente surpreendidos com a rota de ataque birmanês, eles se reajustaram, e deslocaram suas principais forças em direção ao sul. Na verdade, as últimas batalhas na costa do golfo do Sião exigiram muitas perdas e sacrifícios para a força de invasão. As crônicas birmanesas narram que os birmaneses sofreram perdas substanciais apenas para sair do estreito istmo, embora elas também relatam que os siameses também perderam muitos homens e munições. (Na verdade, os birmaneses acharam a geografia do estreito istmo tão desfavorável para a força de ataque, que voltariam a atacar Aiutaia através de rotas mais diretas em sua próxima invasão em 1765.)
A razão mais provável para o sucesso da Birmânia pode ter sido que os birmaneses, que vinham participando de guerras sucessivas desde 1740, eram muito mais aguerridos. Seus líderes militares eram todos "militares profissionais", todos eles tendo experiência militar substancial em suas carreiras. Por outro lado, não está claro quanta experiência militar possuíam os líderes siameses ou seus soldados uma vez que o Sião estivera em paz por um longo tempo. O rei siamês teve que pedir a seu irmão para deixar a vida religiosa para conduzir a guerra. A falta de experiência militar do comando siamês, provavelmente explica porque as defesas siamesas, apesar de ter vantagens defensivas geográficas e superioridade numérica ainda perdeu para uma força menor, e parcial do exército birmanês ao longo do golfo do Sião, bem como em Suphanburi e nos arredores de Aiutaia. Da mesma forma, sem uma boa liderança, o uso de mercenários estrangeiros não pareceu ter feito uma diferença notável. (Os birmaneses incendiaram os navios tripulados por mercenários estrangeiros.)
A história mostra que a liderança teve importância quando a maioria dos soldados de ambos os lados foram convocados. Os mesmos recrutas siameses sob o comando de líderes mais capazes em mais dez anos provariam ser tão formidáveis quanto qualquer outros no continente do sudeste da Ásia, e iriam corrigir a sua "inferioridade histórica militar na Birmânia".

## Importância
A guerra marcou a retomada da guerra entre os dois reinos, que esteve adormecida desde 1665. A natureza inconclusiva desta guerra levaria a mais guerras que iriam até 1854. Do ponto de vista geopolítico, a Birmânia tinha agora mais firme, embora ainda de forma não completa, assegurado o domínio sobre a costa superior de Tenasserim. Ainda assim, o deslocamento para o sul da linha de controle foi estrategicamente importante. Os birmaneses iriam lançar sua próxima invasão a partir de Tavoy em 1765, (não de Martaban como foi o caso em 1759).